# Gorgonina

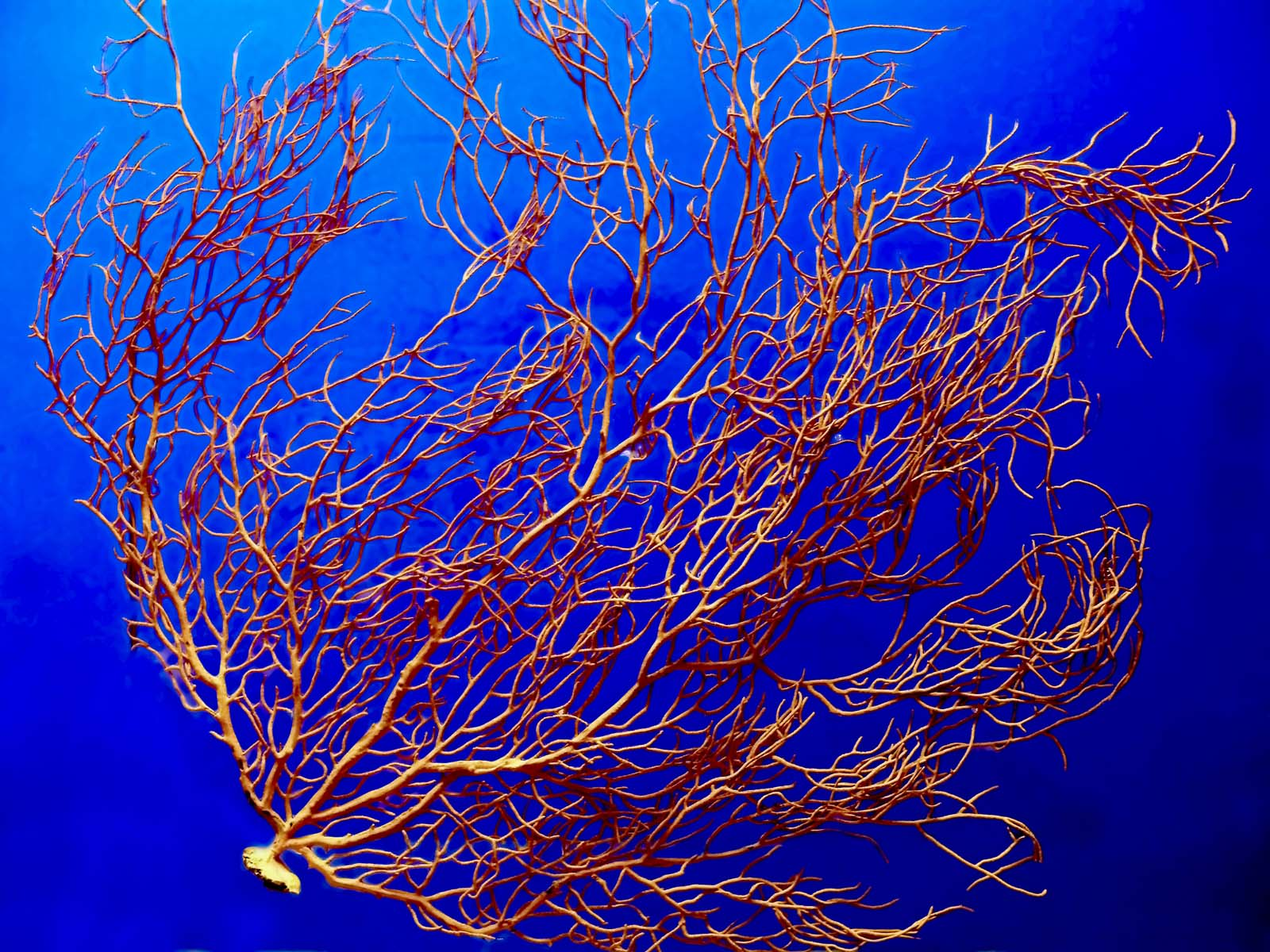
Esqueleto de gorgonina de Callogorgia verticillata. Museo Nacional de Ciencias Naturales de Madrid. España.

La gorgonina es un material orgánico, secretado por los pólipos de algunas gorgonias marinas para construir el esqueleto córneo colonial. 
Consiste en un complejo de proteínas que contiene yodo y bromo. También contiene colágeno pobremente alineado con un alto contenido en yodo, ausente en otros colágenos.
Es de color marrón oscuro y flexible. La resistencia a la tracción y el módulo elástico son los de un polímero orientado con elevado grado de entrecruzamiento.